# Thomas Thorild

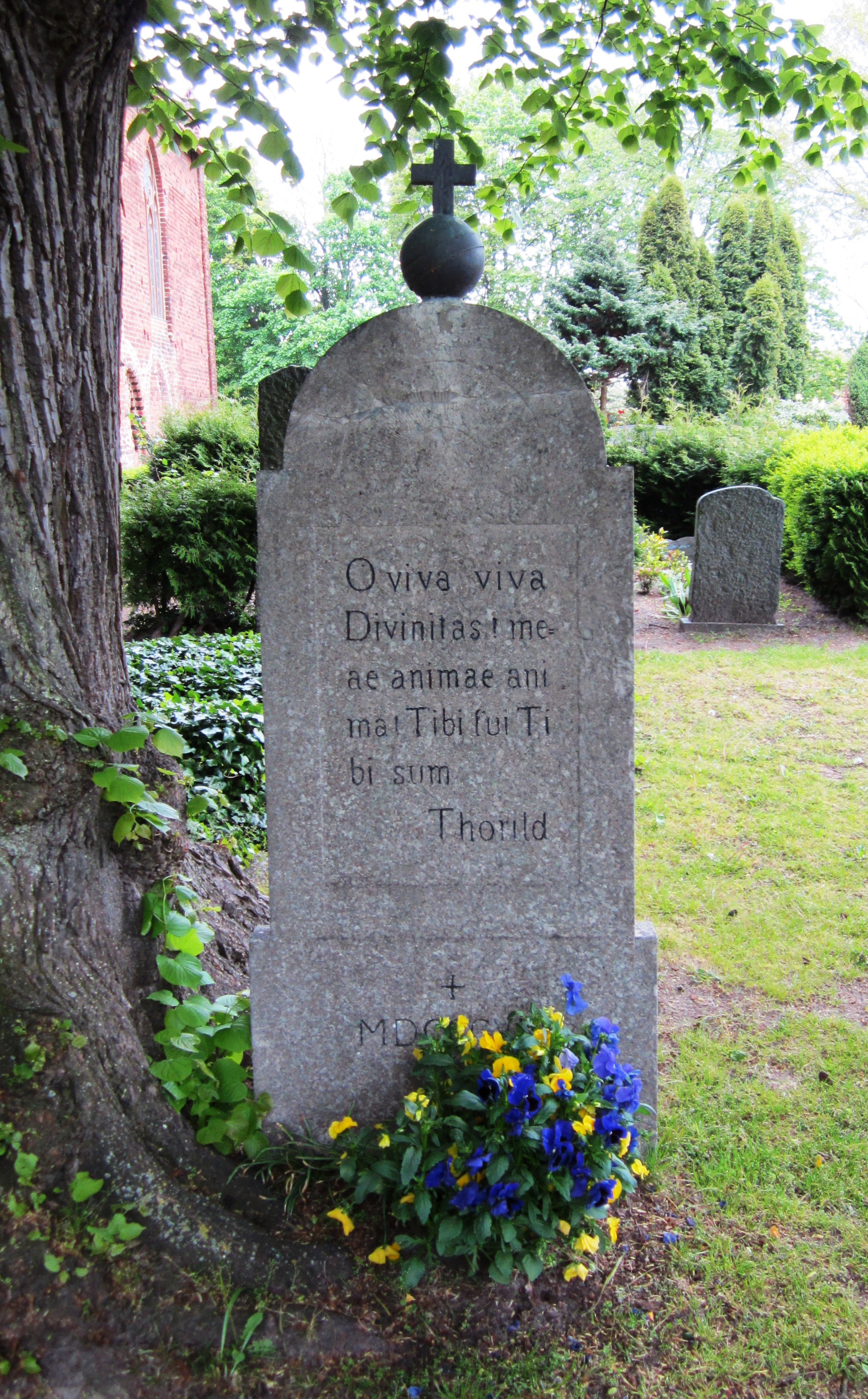
Grobowiec pisarza w Neuenkirchen koło Greifswaldu

Thomas Thorild (ur. 18 kwietnia 1759 w Svarteborg, Bohuslän; zm. 1 października 1808 w Greifswald) – szwedzki poeta, pisarz, krytyk literatury, filozof.

## Życiorys
Thomas Thorild nazywał się właściwie  Thorén i zmienił swoje nazwisko dopiero w 1785 roku na Thorild. Thorild uczęszczał do gimnazjum w Göteborgu i następnie studiował prawo w Lund. W 1782 roku przeprowadził się do Sztokholmu. W roku 1784 założył czasopismo „Der neue Kritiker”. W latach 1787 do 1788 przebywał w Uppsali, a potem spędził jakiś czas w Anglii. Obrona jego pracy doktorskiej w 1788 roku w Uppsali odbyła się w obecności króla, na polecenie którego oponentami byli dwaj znani literaci Elis Schröderheim i  Leopoldt. Według protokołu z obrony Thorild dzielnie się bronił, ale nie otrzymał tytułu. Po tym jak trafił do więzienia w Anglii wrócił do Szwecji. Książę Karol, który po zamordowaniu króla Gustawa III był regentem wówczas nieletniego Gustawa IV Adolfa, poczuł się zaatakowany pismem Thorilda pt. „Uczciwość” i w 1793 roku Thorild został wydalony z kraju na cztery lata i uznany za propagatora idei rewolucji francuskiej. Dzięki pomocy hrabiego Gustafa Adolfa Reuterholm Thorild udał się przez Kopenhagę do Niemiec. Przebywał jakiś czas w Hamburgu i Lubece, aby wreszcie osiąść na stałe w należącym  wówczas do Szwecji Greifswaldzie. Po dwóch latach emigracji został ułaskawiony i w 1794 roku otrzymał stanowisko bibliotekarza na uniwersytecie. W roku 1797 otrzymał tytuł doktora filozofii. Jako  profesor nadzwyczajny wykładał szwedzką historię, literaturę i język szwedzki. Tu 11 września 1797 roku ożenił się w katedrze św. Mikołaja z Gustave Steglig von Kowsky, która towarzyszyła mu na wygnaniu i miał z nią dwójkę dzieci. Na uniwersytecie w Greifswaldzie pracował 13 lat.  Zmarł 1 października 1808 w Greifswaldzie i został pochowany w  Neuenkirchen (koło Greifswaldu). Na nagrobku widnieje napis wybrany osobiście przez Thorilda O viva viva divinitas, meae animae anima, tibi fui tibi sum

## Jego praca i znaczenie
Thomas Thorild był zwolennikiem kierunku literackiego burzy i naporu i przeciwnikiem klasycyzmu w stylu francuskim, którego głównymi przedstawicielami w Szwecji byli Johan Henrik Kellgren i Carl Gustaf af Leopold. Wielkimi  wzorami do naśladowania byli dla niego Jean-Jacques Rousseau, Friedrich Gottlieb Klopstock, Osjan i młody Johann Wolfgang von Goethe. Wyrażało się to w tym, że Thorild preferował wolne formy i wielką namiętność a lekceważył każdy przymus. Jego pierwszy wielki poemat ukazał się w 1781 roku, nierymowany, wiersz  Passionerna ("Namiętności"), w którym wyraził panteistyczne uczycie do natury.
Thorild był wprawdzie mało znany jako poeta, lecz bardziej jako pisarz i krytyk literacki. Thorild angażował się w ostre i długotrwałe spory z literackimi przeciwnikami jak na przykład z Kellgrenem, przeciwko któremu w 1784 roku skierował utwór Straffsång.
Thorild angażował się również politycznie. Walczył o wolność i szeroko zakrojone reformy społeczne i podziwiał rewolucję francuską, od ekscesów której w roku 1794 zdystansował się. On sam mówił o swoich celach: Att förklara hela naturen och att vilja omskapa hela världen (" Wyjaśnić całą przyrodę i zmienić cały świat").
Swoją pracą zyskał wielkie uznanie i poszanowanie. Kosegarten nazwał go filozofem żyjących i bystrym myślicielem. Był ceniony przez Reinholda, Jacoby i Johanna Gottfrieda Herdera  za ważne i głębokie rozważania filozoficzne. Przyjaźnił się również z Ernstem Moritzem Arndtem i w pierwszych pismach Arndta widać wyraźnie wpływ Thorilda.  Dziesięć lat po jego śmierci Arndt  uhonorował go  w długim poemacie "An Thorild“.

## Dzieła
- Samlade skrifter. Blom, Lund 1975-1990 (12 tomów)
- Passionerna (1781, tryckt 1785)
- En critik öfver critiker (1791)
- Om det allmänna förståndets frihet (1792)
- Rätt eller alla samhällens eviga lag (1794)
- Maximum seu archimetria (Maximum eller arkemetri, 1799)